# Euskirchener Kreisbahnen
| Ehemaliges Empfangsgebäude Bhf. Liblar-Frauental |                      |                                  |                                  |
| Kursbuchstrecke: | 248b (1946)          |                                  |                                  |
| Streckenlänge: | 30 km                |                                  |                                  |
| Spurweite: | 1000 mm (Meterspur)  |                                  |                                  |
| Maximale Neigung: | 25 ‰                 |                                  |                                  |
| Minimaler Radius: | 70 m, Ausnahmen 60 m |                                  |                                  |
| Streckengeschwindigkeit: | 30 km/h              |                                  |                                  |
| |                      |                                  |                                  |
| \| \| \| Liblar Übergabebahnhof \| \| \| \| \| Anst Grube Donatus \| \| \| \| \| Eifelstrecke Kalscheuren – Trier \| \| \| \| 0,0 \| Liblar Kleinbahnhof/Liblar EKB \| Liblar Kleinbahnhof/Liblar EKB \| \| \| \| \| \| \| \| \| Liblar Vorbahnhof \| \| \| \| 2,3 \| Liblar-Frauental \| Liblar-Frauental \| \| \| 5,1 \| Lechenich Gbf (Bliesheimer Weg) \| Lechenich Gbf (Bliesheimer Weg) \| \| \| 5,6 \| Lechenich Stadt \| Lechenich Stadt \| \| \| 6,0 \| Lechenich Bf \| Lechenich Bf \| \| \| 10,2 \| Erp \| Erp \| \| \| 11,5 \| Erp Verladestelle (ab 1953) \| Erp Verladestelle (ab 1953) \| \| \| 13,5 \| Friesheim \| Friesheim \| \| \| 15,6 \| Niederberg-Borr \| Niederberg-Borr \| \| \| 18,4 \| Eifelstrecke (s. u.) \| Eifelstrecke (s. u.) \| \| \| \| Mühlbach und Rotbach \| \| \| \| 19,3 \| Mülheim-Wichterich \| Mülheim-Wichterich \| \| \| 18,4 \| Anst Wagenwerkstatt \| Anst Wagenwerkstatt \| \| \| 21,5 \| Oberwichterich \| Oberwichterich \| \| \| 22,5 \| Frauenberg \| Frauenberg \| \| \| 24,0 \| Anst Schmitz/Ditges \| Anst Schmitz/Ditges \| \| \| 25,9 \| Euskirchen Frauenberger Straße \| Euskirchen Frauenberger Straße \| \| \| \| \| \| \| \| 27,2 \| Euskirchen Kölner Straße \| Euskirchen Kölner Straße \| \| \| \| Eifelbahn Kalscheuren – Trier \| \| \| \| \| Erft \| \| \| \| 27,8 \| Euskirchen Zuckerfabrik \| Euskirchen Zuckerfabrik \| |                      |                                  |                                  |
| Betriebs-/Güterbahnhof Streckenanfang (Strecke außer Betrieb) |                      | Liblar Übergabebahnhof           | Liblar Übergabebahnhof           |
| Abzweig geradeaus und nach links (Strecke außer Betrieb) |                      | Anst Grube Donatus               | Anst Grube Donatus               |
| Kreuzung geradeaus unten (Strecke geradeaus außer Betrieb) |                      | Eifelstrecke Kalscheuren – Trier | Eifelstrecke Kalscheuren – Trier |
| Kopfbahnhof Streckenanfang (Strecke außer Betrieb) · Strecke (außer Betrieb) | 0,0                  | Liblar Kleinbahnhof/Liblar EKB   | Liblar Kleinbahnhof/Liblar EKB   |
| Verschwenkung nach links (Strecke außer Betrieb) · Verschwenkung nach rechts (Strecke außer Betrieb) |                      |                                  |                                  |
| Dienststation / Betriebs- oder Güterbahnhof (Strecke außer Betrieb) |                      | Liblar Vorbahnhof                | Liblar Vorbahnhof                |
| Bahnhof (Strecke außer Betrieb) | 2,3                  | Liblar-Frauental                 | Liblar-Frauental                 |
| Dienststation / Betriebs- oder Güterbahnhof (Strecke außer Betrieb) | 5,1                  | Lechenich Gbf (Bliesheimer Weg)  | Lechenich Gbf (Bliesheimer Weg)  |
| Haltepunkt / Haltestelle (Strecke außer Betrieb) | 5,6                  | Lechenich Stadt                  | Lechenich Stadt                  |
| Bahnhof (Strecke außer Betrieb) | 6,0                  | Lechenich Bf                     | Lechenich Bf                     |
| Bahnhof (Strecke außer Betrieb) | 10,2                 | Erp                              | Erp                              |
| Dienststation / Betriebs- oder Güterbahnhof (Strecke außer Betrieb) | 11,5                 | Erp Verladestelle (ab 1953)      | Erp Verladestelle (ab 1953)      |
| Bahnhof (Strecke außer Betrieb) | 13,5                 | Friesheim                        | Friesheim                        |
| Bahnhof (Strecke außer Betrieb) | 15,6                 | Niederberg-Borr                  | Niederberg-Borr                  |
| Abzweig geradeaus, nach rechts und von rechts (Strecke außer Betrieb) | 18,4                 | Eifelstrecke (s. u.)             | Eifelstrecke (s. u.)             |
| Brücke über Wasserlauf (Strecke außer Betrieb) |                      | Mühlbach und Rotbach             | Mühlbach und Rotbach             |
| Bahnhof (Strecke außer Betrieb) | 19,3                 | Mülheim-Wichterich               | Mülheim-Wichterich               |
| Abzweig geradeaus und nach links (Strecke außer Betrieb) | 18,4                 | Anst Wagenwerkstatt              | Anst Wagenwerkstatt              |
| Bahnhof (Strecke außer Betrieb) | 21,5                 | Oberwichterich                   | Oberwichterich                   |
| Bahnhof (Strecke außer Betrieb) | 22,5                 | Frauenberg                       | Frauenberg                       |
| Dienststation / Betriebs- oder Güterbahnhof (Strecke außer Betrieb) | 24,0                 | Anst Schmitz/Ditges              | Anst Schmitz/Ditges              |
| Bahnhof (Strecke außer Betrieb) | 25,9                 | Euskirchen Frauenberger Straße   | Euskirchen Frauenberger Straße   |
| Verschwenkung von links (Strecke außer Betrieb) · Verschwenkung von rechts (Strecke außer Betrieb) |                      |                                  |                                  |
| Kopfbahnhof Streckenende (Strecke außer Betrieb) · Strecke (außer Betrieb) | 27,2                 | Euskirchen Kölner Straße         | Euskirchen Kölner Straße         |
| Kreuzung geradeaus unten (Strecke geradeaus außer Betrieb) |                      | Eifelbahn Kalscheuren – Trier    | Eifelbahn Kalscheuren – Trier    |
| Brücke über Wasserlauf (Strecke außer Betrieb) |                      | Erft                             | Erft                             |
| Betriebs-/Güterbahnhof Streckenende (Strecke außer Betrieb) | 27,8                 | Euskirchen Zuckerfabrik          | Euskirchen Zuckerfabrik          |

| Kursbuchstrecke: | 248c (bis Antweiler-Wachendorf 1946) |                                        |                                        |
| Streckenlänge: | 27 km                                |                                        |                                        |
| Spurweite: | 1000 mm (Meterspur)                  |                                        |                                        |
| Maximale Neigung: | 30 ‰                                 |                                        |                                        |
| Minimaler Radius: | 70 m, ausnahmsweise 60 m             |                                        |                                        |
| Streckengeschwindigkeit: | 30 km/h                              |                                        |                                        |
| |                                      |                                        |                                        |
| \| \| \| Erftstrecke (s. o.) \| \| \| \| 1,3 \| Niederelvenich \| Niederelvenich \| \| \| 2,4 \| Oberelvenich \| Oberelvenich \| \| \| 4,5 \| Nemmenich-Lüssem \| Nemmenich-Lüssem \| \| \| \| DKB von Distelrath (normalspurig) \| \| \| \| \| Bördebahn Düren – Euskirchen \| \| \| \| \| Zülpicher Industriebahn (dreischienig) \| \| \| \| 7,1 \| Zülpich Stadt \| Zülpich Stadt \| \| \| \| DKB nach Embken (normalspurig) \| \| \| \| 7,8 \| Hoven \| Hoven \| \| \| \| Merzenich Gbf \| \| \| \| 9,6 \| Floren \| Floren \| \| \| 10,4 \| Sinzenich \| Sinzenich \| \| \| \| Anst Papierfabrik Sinzenich \| \| \| \| 12,7 \| Schwerfen \| Schwerfen \| \| \| \| Schwerfen Gbf \| \| \| \| 16,0 \| Kommern \| Kommern \| \| \| \| Anst Kiesgrube Schaven \| \| \| \| 20,1 \| Tonwerke Firmenich \| Tonwerke Firmenich \| \| \| \| Anst Tongrube Fritz \| \| \| \| 21,0 \| Firmenich-Obergartzem \| Firmenich-Obergartzem \| \| \| \| Tonwerk Breuer \| \| \| \| \| Satzvey Vorbahnhof \| \| \| \| 22,8 \| Eifelstrecke Kalscheuren – Trier \| Eifelstrecke Kalscheuren – Trier \| \| \| 23,0 \| Satzvey EKB \| Satzvey EKB \| \| \| 24,4 \| Anst Krevel \| Anst Krevel \| \| \| 25,4 \| Anst Grube Stein \| Anst Grube Stein \| \| \| 26,9 \| Antweiler-Wachendorf \| Antweiler-Wachendorf \| \| \| \| Anst Ton- und Schamottewerke \| \| \| \| \| \| \| \| \| 28,5 \| Calcar (bis ca. 1914) \| Calcar (bis ca. 1914) \| \| \| 29,7 \| Arloff (bis ca. 1914) \| Arloff (bis ca. 1914) \| \| \| \| Erfttalbahn \| \| |                                      |                                        |                                        |
| Abzweig geradeaus, nach links und von links (Strecke außer Betrieb) |                                      | Erftstrecke (s. o.)                    | Erftstrecke (s. o.)                    |
| Bahnhof (Strecke außer Betrieb) | 1,3                                  | Niederelvenich                         | Niederelvenich                         |
| Bahnhof (Strecke außer Betrieb) | 2,4                                  | Oberelvenich                           | Oberelvenich                           |
| Bahnhof (Strecke außer Betrieb) | 4,5                                  | Nemmenich-Lüssem                       | Nemmenich-Lüssem                       |
| Verschwenkung von rechts (Strecke außer Betrieb) |                                      | DKB von Distelrath (normalspurig)      | DKB von Distelrath (normalspurig)      |
| Kreuzung geradeaus oben (Strecke geradeaus außer Betrieb) · Kreuzung geradeaus oben (Strecke geradeaus außer Betrieb) |                                      | Bördebahn Düren – Euskirchen           | Bördebahn Düren – Euskirchen           |
| Kreuzung (Strecken außer Betrieb) · Abzweig geradeaus und von rechts (Strecke außer Betrieb) |                                      | Zülpicher Industriebahn (dreischienig) | Zülpicher Industriebahn (dreischienig) |
| Bahnhof (Strecke außer Betrieb) · Bahnhof (Strecke außer Betrieb) | 7,1                                  | Zülpich Stadt                          | Zülpich Stadt                          |
| Verschwenkung nach rechts (Strecke außer Betrieb) |                                      | DKB nach Embken (normalspurig)         | DKB nach Embken (normalspurig)         |
| Haltepunkt / Haltestelle (Strecke außer Betrieb) | 7,8                                  | Hoven                                  | Hoven                                  |
| Dienststation / Betriebs- oder Güterbahnhof (Strecke außer Betrieb) |                                      | Merzenich Gbf                          | Merzenich Gbf                          |
| Haltepunkt / Haltestelle (Strecke außer Betrieb) | 9,6                                  | Floren                                 | Floren                                 |
| Bahnhof (Strecke außer Betrieb) | 10,4                                 | Sinzenich                              | Sinzenich                              |
| Abzweig geradeaus, nach links und von links (Strecke außer Betrieb) |                                      | Anst Papierfabrik Sinzenich            | Anst Papierfabrik Sinzenich            |
| Haltepunkt / Haltestelle (Strecke außer Betrieb) | 12,7                                 | Schwerfen                              | Schwerfen                              |
| Dienststation / Betriebs- oder Güterbahnhof (Strecke außer Betrieb) |                                      | Schwerfen Gbf                          | Schwerfen Gbf                          |
| Bahnhof (Strecke außer Betrieb) | 16,0                                 | Kommern                                | Kommern                                |
| Abzweig geradeaus und nach links (Strecke außer Betrieb) |                                      | Anst Kiesgrube Schaven                 | Anst Kiesgrube Schaven                 |
| Dienststation / Betriebs- oder Güterbahnhof (Strecke außer Betrieb) | 20,1                                 | Tonwerke Firmenich                     | Tonwerke Firmenich                     |
| Abzweig geradeaus und von links (Strecke außer Betrieb) |                                      | Anst Tongrube Fritz                    | Anst Tongrube Fritz                    |
| Bahnhof (Strecke außer Betrieb) | 21,0                                 | Firmenich-Obergartzem                  | Firmenich-Obergartzem                  |
| Dienststation / Betriebs- oder Güterbahnhof (Strecke außer Betrieb) |                                      | Tonwerk Breuer                         | Tonwerk Breuer                         |
| Dienststation / Betriebs- oder Güterbahnhof (Strecke außer Betrieb) |                                      | Satzvey Vorbahnhof                     | Satzvey Vorbahnhof                     |
| Kreuzung (Strecke geradeaus außer Betrieb) | 22,8                                 | Eifelstrecke Kalscheuren – Trier       | Eifelstrecke Kalscheuren – Trier       |
| Bahnhof (Strecke außer Betrieb) | 23,0                                 | Satzvey EKB                            | Satzvey EKB                            |
| Abzweig geradeaus und von rechts (Strecke außer Betrieb) | 24,4                                 | Anst Krevel                            | Anst Krevel                            |
| Abzweig geradeaus und von rechts (Strecke außer Betrieb) | 25,4                                 | Anst Grube Stein                       | Anst Grube Stein                       |
| Bahnhof (Strecke außer Betrieb) | 26,9                                 | Antweiler-Wachendorf                   | Antweiler-Wachendorf                   |
| Abzweig geradeaus und nach links (Strecke außer Betrieb) |                                      | Anst Ton- und Schamottewerke           | Anst Ton- und Schamottewerke           |
| Grenze (Strecke außer Betrieb) |                                      |                                        |                                        |
| Haltepunkt / Haltestelle (Strecke außer Betrieb) | 28,5                                 | Calcar (bis ca. 1914)                  | Calcar (bis ca. 1914)                  |
| Bahnhof (Strecke außer Betrieb) | 29,7                                 | Arloff (bis ca. 1914)                  | Arloff (bis ca. 1914)                  |
| Abzweig quer und ehemals nach links |                                      | Erfttalbahn                            | Erfttalbahn                            |

Euskirchener Kreisbahnen (EKB) war der Name eines Kleinbahnnetzes von 57 km Länge in Meterspur, das der 
Kreis Euskirchen (Rheinland) betrieb („Eigenbetrieb“). Die Kosten des Bahnbaus trug der Kreis allein.

## Betriebsführung
Die Strecken waren von der Bahnbaufirma Lenz & Co GmbH im Auftrag des Kreises erbaut und anfangs auch betrieben worden. Diese übertrug die Betriebsführung 1897 an ihre Tochter, die Westdeutsche Eisenbahn-Gesellschaft (WEG) in Köln. Von 1928 bis 1949 lag sie in den Händen der Vereinigten Kleinbahnen AG (VKA), bis der damalige Landkreis Euskirchen selbst diese Aufgabe übernahm. 

## Strecken

### Erftstrecke
Schon im Herbst 1894 konnten Zuckerrüben zwischen Liblar und Erp befördert werden. Nach der Fertigstellung der ersten Strecken begann am 26. Januar 1895 der öffentliche Güterverkehr und am 1. März 1895 auch der Personenverkehr. Den Schwerpunkt der Gütertransporte bildeten neben Rüben die Braunkohle und die daraus hergestellten Briketts aus den großen Liblarer Brikettfabriken (insbesondere die Grube Donatus).
Ausgangspunkt der „Erftstrecke“ war der Bahnhof Liblar Kleinbahnhof (später Liblar EKB), der anfangs gemeinsam mit der Mödrath-Liblar-Brühler Eisenbahn benutzt wurde. Liblar liegt an der Eifelbahn Köln – Trier (der Bahnhof heißt heute Erftstadt, wovon Liblar seit 1969 ein Stadtteil ist). Von hier führte die Strecke nach Westen über die Erft bis Lechenich und wandte sich dann südlich nach Mülheim-Wichterich. Hier war der Betriebsmittel- und Ausgangspunkt der „Eifelstrecke“. Die „Erftstrecke“ erreichte nach acht Kilometern die Kreisstadt Euskirchen, wo sich der Bahnhof Euskirchen Kölner Straße, 275 Meter vom Bahnhof Euskirchen der Staatsbahn entfernt, befand. Bis 4. Mai 1897 endeten die Züge schon über einen Kilometer vorher im Bahnhof Euskirchen West, später umbenannt in Euskirchen Frauenberger Straße.

### Eifelstrecke
Die vom Bahnhof Mülheim-Wichterich ausgehende und nach Südwesten führende „Eifelstrecke“ wurde bis Zülpich ebenfalls 1895 in Betrieb genommen. Sie kreuzte die Bördebahn Düren – Euskirchen und erreichte den Bahnhof Zülpich Stadt. Dieser war seit 1908 Gemeinschaftsbahnhof mit der normalspurigen Dürener Kreisbahn. Zum Bahnhof Zülpich der Staatsbahn war ein Fußweg von 1,4 km erforderlich. Bis 1908 hatte die „Eifelstrecke“ der Euskirchener Kreisbahn unmittelbar diesen Staatsbahnhof berührt, und die Strecke nördlich des Bahnhofes höhengleich im Zuge der Straße Zülpich–Liblar gekreuzt.
Von Zülpich führte die Trasse seit dem 11. August 1895 nach Süden in die Eifel hinein bis Kommern und wandte sich dann nach Osten weiter ansteigend über Satzvey EKB, wo die Eifelstrecke Köln – Trier höhengleich gekreuzt wurde, und Antweiler-Wachendorf, bis sie den Endpunkt in Arloff und damit auch die Erfttalbahn Euskirchen – Bad Münstereifel erreicht hatte.

## Abbau der Leistungen
Nach drei Jahrzehnten kam es zur ersten Verkürzung des Streckennetzes. Der 4 km lange Abschnitt Antweiler-Wachendorf – Arloff samt dem dazwischen liegenden Haltepunkt Calcar wurde wegen Unrentabilität um 1920 stillgelegt. Außerdem fuhren auf der „Eifelstrecke“ an Sonn- und Feiertagen keine Züge mehr. Auf der „Erftstrecke“ führte der Einsatz eines Triebwagens ab 1937 zu erhöhten Fahrgastzahlen.
Kämpfe gegen Ende des Zweiten Weltkriegs verursachten erhebliche Zerstörungen. Laut Fahrplan vom Februar 1946 wurden alle Teilstrecken bis auf eine (Euskirchen Frauenberger Straße – Euskirchen Kölner Straße) wieder bedient.  
Trotz einer Wiederbelebung der Wirtschaft begannen bald Einschränkungen. Mit dem Aufbau eines eigenen Omnibusbetriebes ab 13. Februar 1950 versuchte man, die Entwicklung positiv zu beeinflussen. Konsequenterweise stellte man ab 7. November 1951 den Personenverkehr auf der restlichen „Eifelstrecke“ Mülheim-Wichterich – Zülpich Stadt – Satzvey EKB – Antweiler-Wachendorf ein, am 1. August 1955 folgte die Streckenabschnitt Liblar EKB – Niederberg-Borr der „Erftstrecke“ und am 30. Juni 1959 der letzte Abschnitt Mülheim-Wichterich – Euskirchen Kölner Straße. Der Busverkehr erfüllte die Erwartungen nicht und der Kreis verkaufte ihn 1959 an die Deutsche Bundespost.
Der Güterverkehr war so stark von den Braunkohlen- und Zuckerrübentransporten abhängig, dass deren Wegfall 1959 zu dessen Einstellung auf fast allen Kreisbahnstrecken führte. Nur vom Bahnhof Satzvey EKB wurden noch Anschließer einerseits in Antweiler-Wachendorf und andererseits in Firmenich-Obergartzem mit Rollbockverkehr bedient. Hier kam das Ende zum 31. Dezember 1965.

## Fahrzeuge

### Lokomotiven

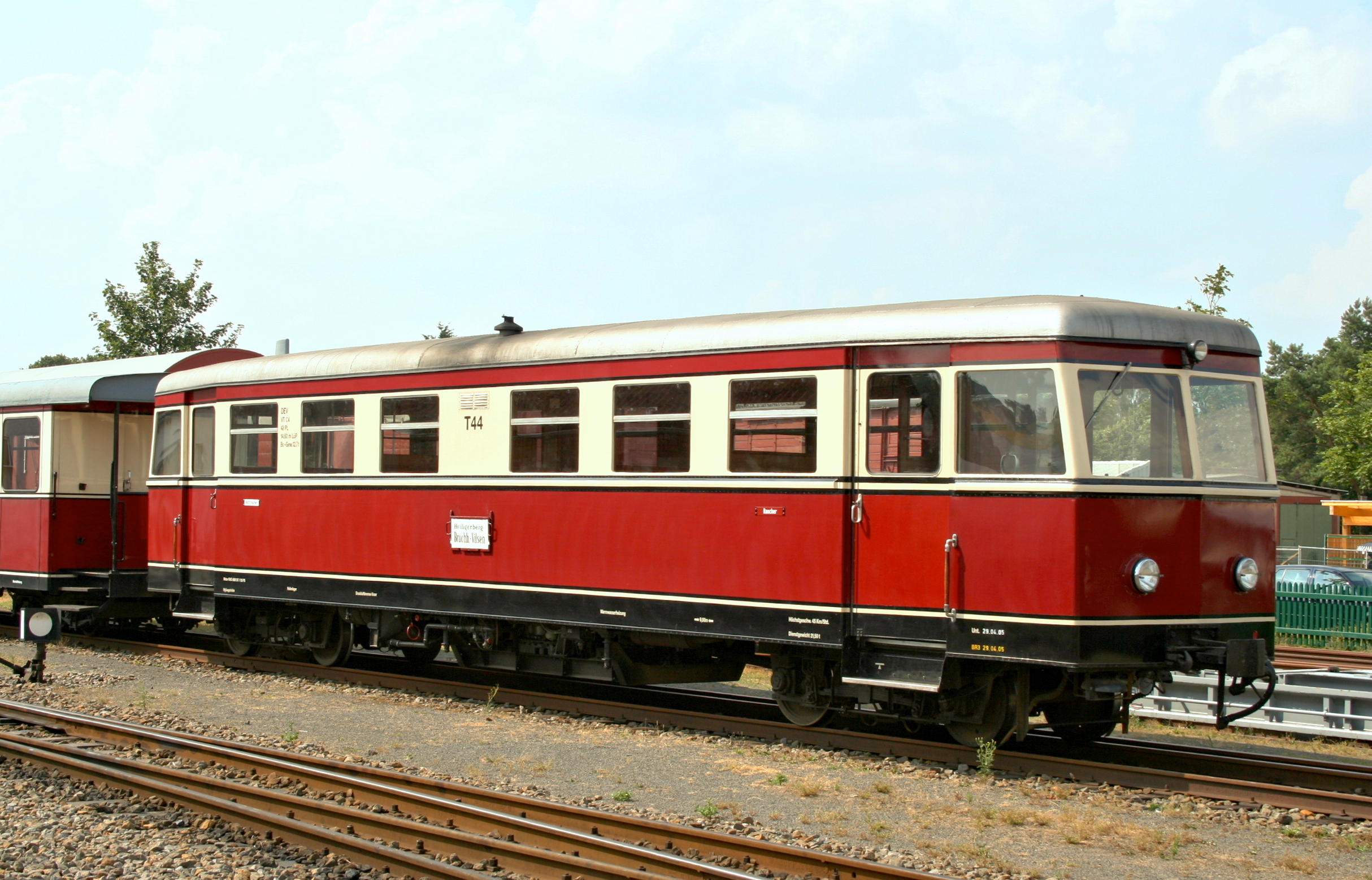
Euskirchener Kreisbahnen 'T1', heute DEV

Bei Betriebsbeginn besaß die EKB acht zweiachsige Dampfloks des Stettiner Unternehmens Vulcan, wozu vier ganz ähnliche Lokomotiven des Herstellers Hohenzollern kamen. Nach wenigen Jahren wurden sie innerhalb des WEG-Konzerns gegen stärkere Maschinen ausgetauscht, die aber im Ersten Weltkrieg vom Militär eingezogen wurden.

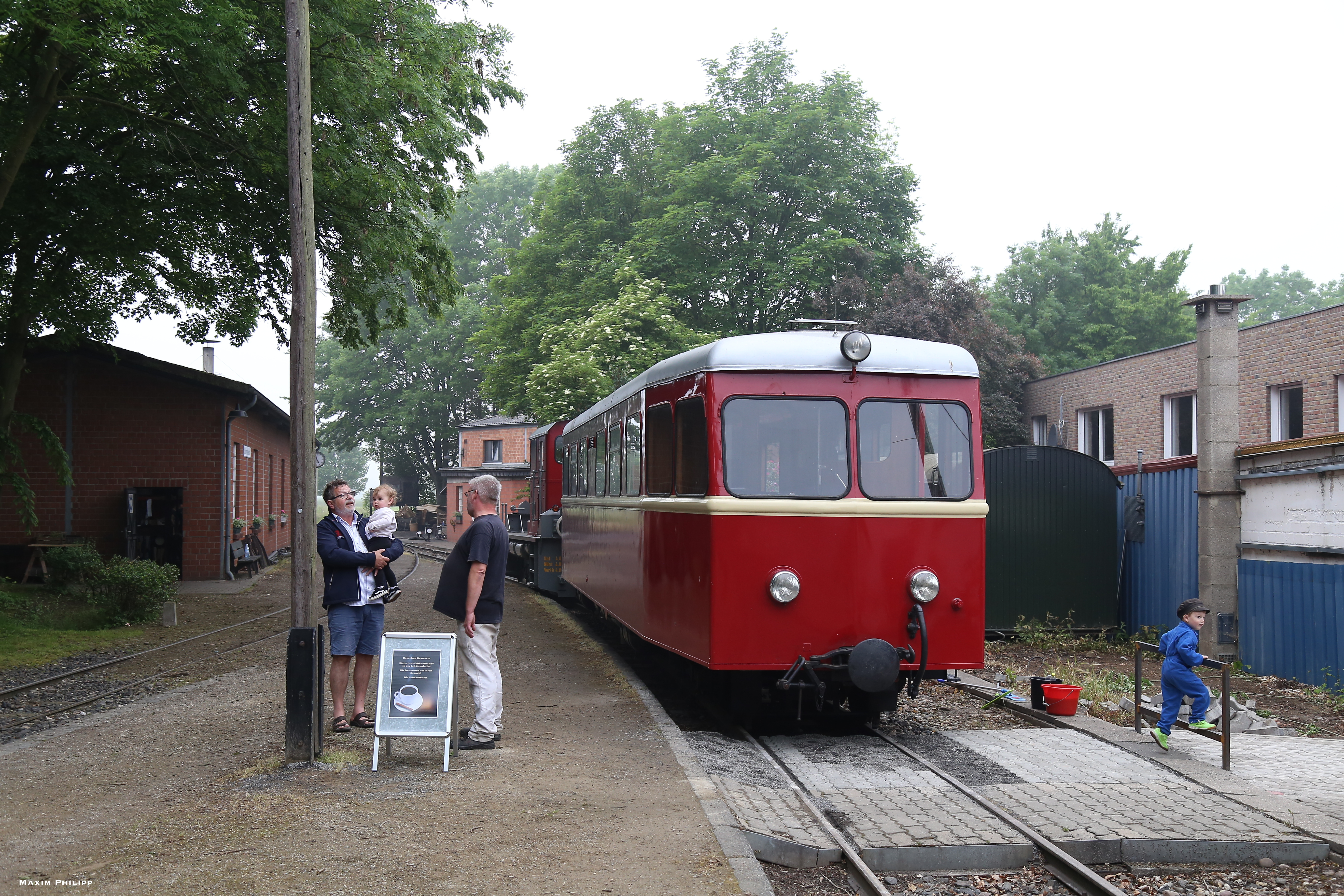
Euskirchener Kreisbahnen 'T2' im Juni 2021 in Gangelt-Schierwaldenrath

Etwa seit den frühen 1920er Jahren bis zur Betriebseinstellung arbeitete die EKB mit einem konstanten Bestand aus drei C-gekuppelten Henschel-Maschinen, drei D-Kupplern von Krauss (HK 82–93) und zwei leicht unterschiedlichen Malletlokomotiven von Hohenzollern und der MBK, letztere war für die Heeresfeldbahn gebaut worden (HK 94 bis 100). 1937 bis 1949 wurde ein Triebwagen Typ Frankfurt von der Waggonfabrik Wismar für den Personenverkehr auf der Erftstrecke eingesetzt; Anfang der fünfziger Jahre wurde noch einmal in Neuanschaffungen investiert – in zwei Talbot-Triebwagen Typ Eifel und vier kleine Diesellokomotiven von KHD (Deutz A6M 517 R), die mit einer einfachen Vielfachsteuerung versehen waren und häufig an der Führerstandsseite gekuppelt zu zweit eingesetzt wurden. Der ehemalige Triebwagen T 1 von Talbot ist heute noch beim Deutschen Eisenbahn-Verein (DEV) in Betrieb, der andere (T 2) bei der Selfkantbahn. Alle vier Diesellokomotiven sind noch vorhanden: Zwei bei der Museumsbahn Train du Bas-Berry in Frankreich, eine bei der Montreux-Berner Oberland-Bahn und eine ebenfalls beim DEV.

### Personenwagen
In ihrer gesamten Betriebszeit arbeitete die EKB mit zehn zweiachsigen Personenwagen von Van der Zypen und sechs vierachsigen Wagen der Kölner Firma Herbrand. Mit Einführung der Triebwagen konnte ein Teil davon ausgemustert werden. Hierzu kamen fünf auffällig kurze Post- und Gepäckwagen, ebenfalls von Herbrand.

### Güterwagen
Da die EKB ihre Hauptaufgabe im Transport von Briketts und Zuckerrüben sah, sollte der hohe Anteil offener Güterwagen nicht überraschen: Von Beginn standen 100 zweiachsige 7,5-Tonnen-Wagen von der Dortmunder Waggonfabrik Both & Tilmann zur Verfügung, die 1906 durch Erhöhung der Aufbauten auf 10 t umgebaut wurden; gleichzeitig kamen noch einmal 20 Vierachser (15 t) vom gleichen Hersteller hinzu. Nach der Verstaatlichung der Bergheimer Kreisbahn konnte die EKB 1914 von dieser über 140 weitere zweiachsige 10-Tonner verschiedener Hersteller erstehen. 1927 wurden dann 14 weitere Vierachser bei Van der Zypen bestellt; diese 20-Tonner hatten erstmals einen Stahlaufbau.
Hinzu kamen 22 zweiachsige und zwei vierachsige gedeckte Güterwagen verschiedener Hersteller.

### Weitere Sonderwagen
Ab 1936 setzte die EKB auf der Eifelstrecke auch etwa 40 Rollböcke ein; dazu wurden zwei Wagen zu Zwischenwagen umgebaut. Ein anderer zweiachsiger offener Güterwagen wurde mit einem Tank versehen, um als Unkrautspritzwagen eingesetzt zu werden.

### Relikte
Zahlreiche Relikte wie etwa ehemalige Bahnhofsgebäude, Brückenfundamente und Gleisreste erinnern in der Region an die Geschichte der Euskirchener Kreisbahnen.

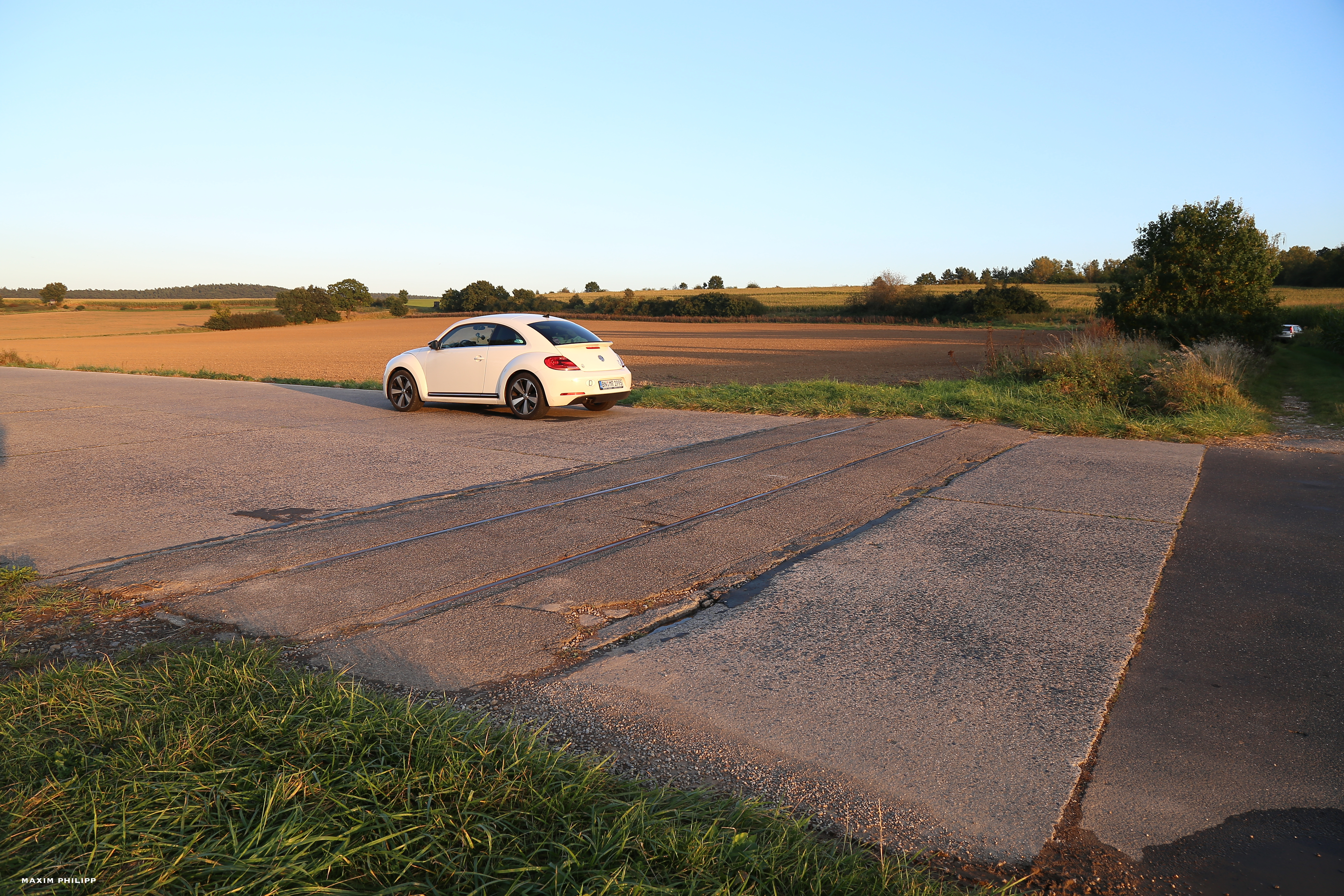
Ehemaliger Bahnübergang zwischen den Bahnhöfen Firmenich-Obergartzem und Satzvey EKB, Oktober 2021.
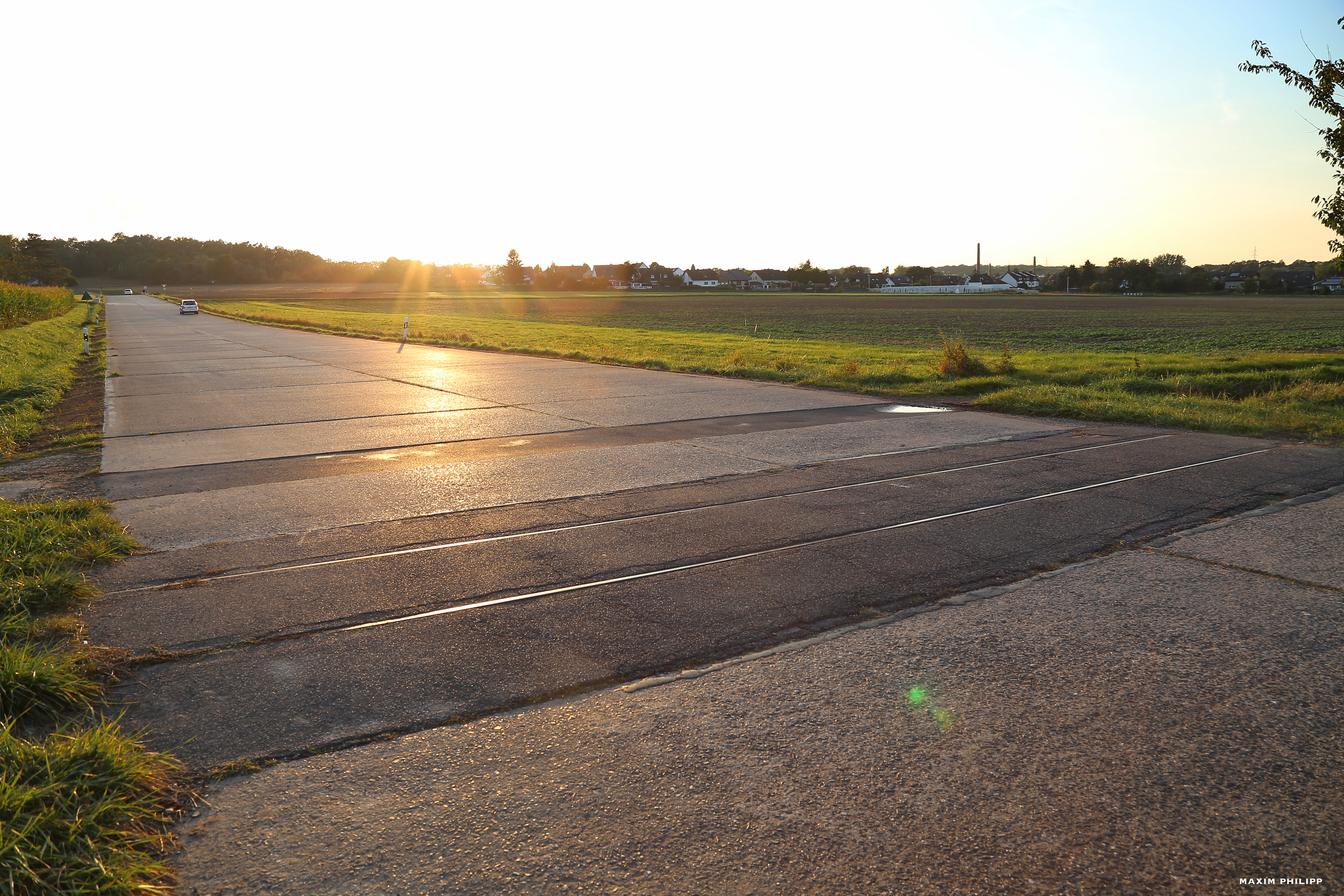
Ehemaliger Bahnübergang zwischen den Bahnhöfen Firmenich-Obergartzem und Satzvey EKB, Oktober 2021.
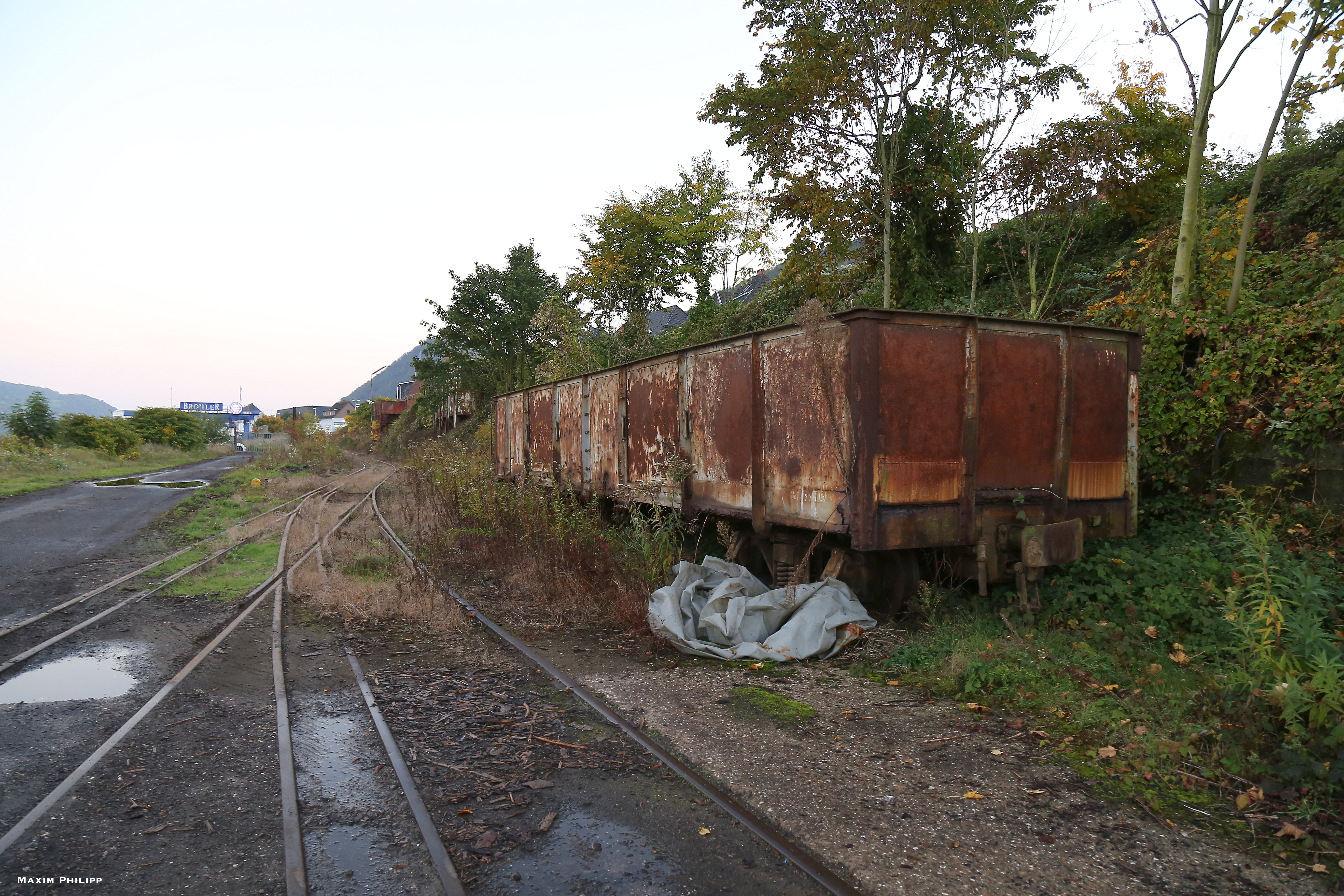
Wagen EKB 519 und 520 im Oktober 2021 (Brohltalbahn)
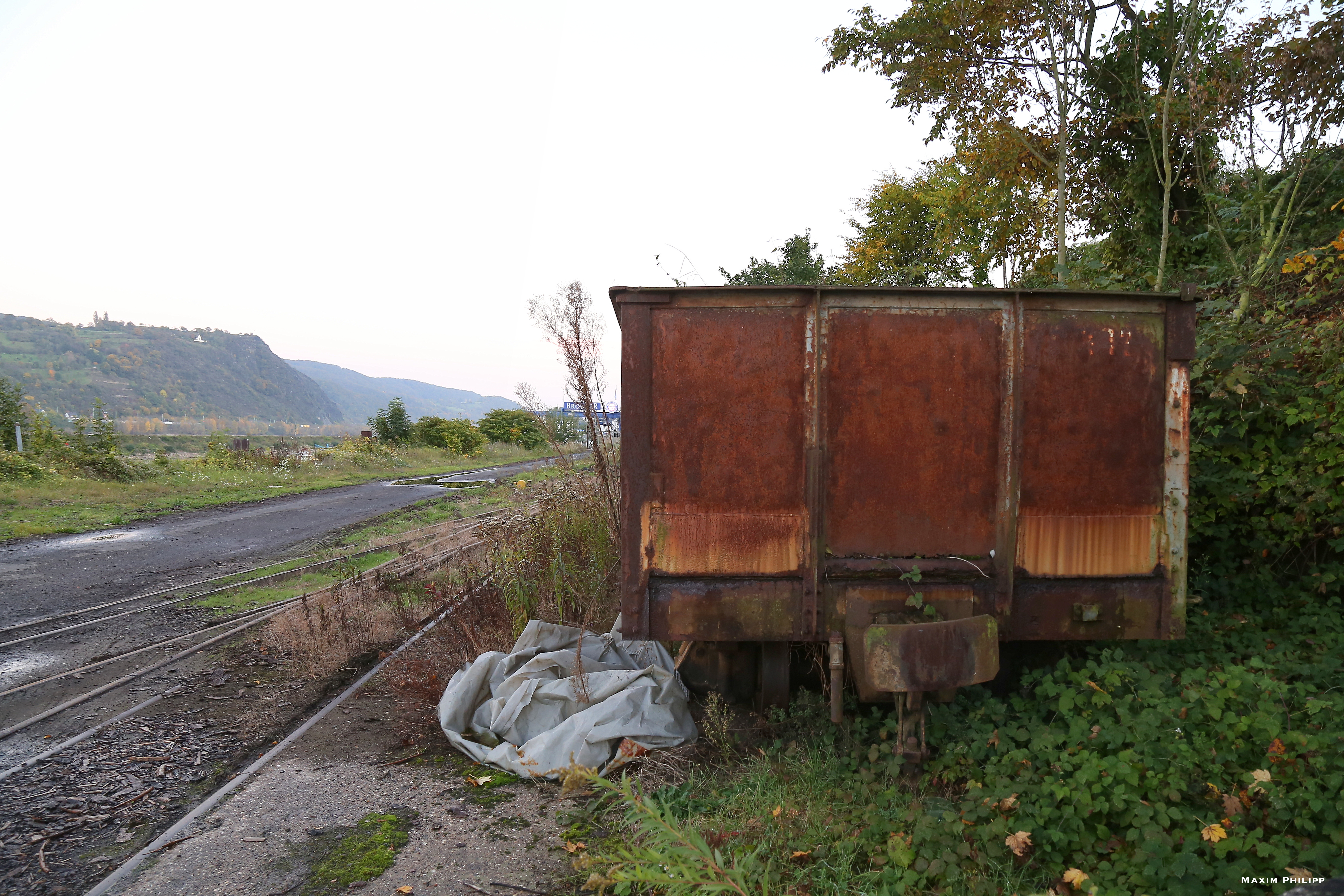
Wagen EKB 519 und 520 im Oktober 2021 (Brohltalbahn)
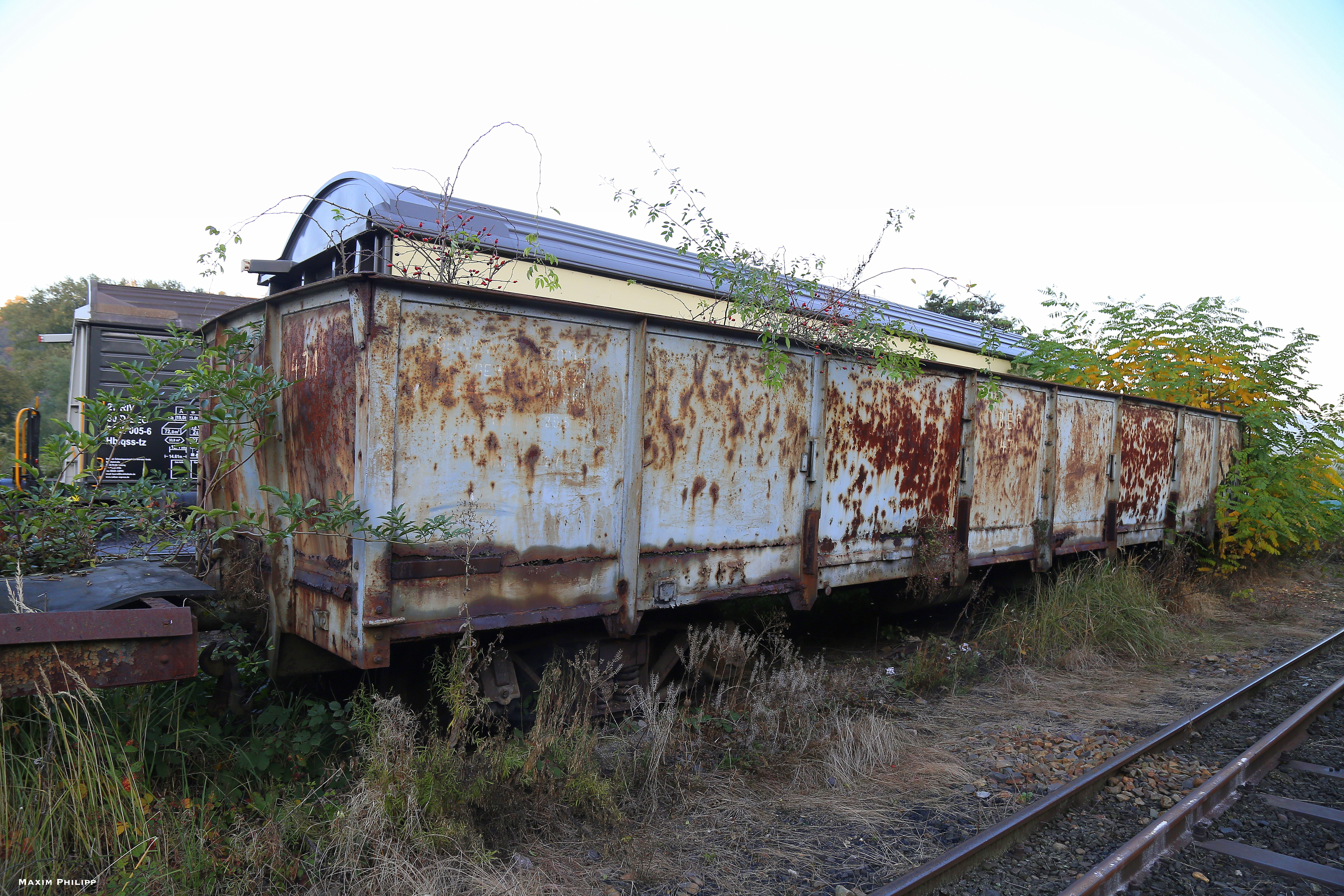
Wagen EKB 519 und 520 im Oktober 2021 (Brohltalbahn)